# Marlene Font
Marlene Font Kindelán (7 febbraio 1954) è un'ex schermitrice cubana.

## Palmarès
In carriera ha conseguito i seguenti risultati:
- Giochi Panamericani:

Città del Messico 1975: oro nel fioretto a squadre.